# Muscolo gracile
Il muscolo gracile (dal  latino: musculus gracilis = "muscolo snello") è un muscolo adduttore della coscia, che collega la faccia anteriore del ramo ischiopubico, lateralmente alla sinfisi pubica all'estremo superiore della faccia mediale della tibia. La sua forma è appiattita, mentre la sua collocazione è in profondità rispetto all'adduttore breve e all'adduttore lungo.
È un muscolo biarticolare, che agisce cioè su due articolazioni, l'unico tra i muscoli adduttori ad avere tale particolarità.

## Azione
Adduce l'articolazione dell'anca e flette l'articolazione del ginocchio, ruotandola interamente. Un termine anatomico arcaico per indicare il muscolo è "custode delle fanciulle" (lat. musculus custos virginitatis ) a causa della sua funzione di "chiusura dell'accesso" all'organo sessuale femminile .

## Innervazione
È innervato dal nervo otturatorio (L2 e L3).

## Vascolarizzazione
Il muscolo gracile è vascolarizzato principalmente da un peduncolo che origina dall'arteria degli adduttori, ramo dell'arteria femorale profonda. Contributi minori provengono da un ramo dell'arteria femorale e, nella porzione prossimale del muscolo, da un ramo dell'arteria circonflessa mediale del femore.